# Diagramma di Caine
Il diagramma di Caine è un grafico costruito sperimentalmente che mostra quali sono i parametri accettabili per dimensionare una materozza.

## Costruzione del diagramma
Si definisce come X il rapporto fra il modulo di raffreddamento della materozza e quello della parte del getto che solidifica per ultima.
Si definisce poi Y come il rapporto fra il volume della materozza e quello della parte del getto alimentata dalla materozza.
Allora la coppia di valori ammissibili X,Y per una materozza funzionante, cioè tale che sposti su essa il cono di ritiro anziché provocarlo nel getto, è la parte a destra della curva ottenuta sperimentalmente.
{\displaystyle y\geq {\frac {a}{x-c}}+b} Formula di Caine per la verifica di ammissibilità di una materozza
y = Rapporto tra i volumi della materozza e del getto.
a = costante sperimentale (per gli acciai 0.1).
b = contrazione in fase L-S del metallo.
c = velocità di raffreddamento relativa materozza-terra, getto-terra (≈ 1).
x = rapporto tra i moduli termici della materozza e del getto.
La curva, assimilabile a un'iperbole è asintotica al valore b per le Y e al valore c per le X.
Pari rispettivamente a 0,02 e solitamente 1 in presenza di materozze non coibentate 